# Unitat de transmissió màxima
En xarxes d'ordinadors, la unitat de transmissió màxima (amb acrònim anglès MTU) és la mida de la unitat de dades de protocol (PDU) més gran que es pot comunicar en una única transacció de capa de xarxa. La MTU es relaciona, però no és idèntica a la mida màxima de trama que es pot transportar a la capa d'enllaç de dades, per exemple, la trama Ethernet.
MTU més gran s'associa amb una sobrecàrrega reduïda. Els valors de MTU més petits poden reduir el retard de la xarxa. En molts casos, MTU depèn de les capacitats de xarxa subjacents i s'ha d'ajustar manualment o automàticament per no superar aquestes capacitats. Els paràmetres MTU poden aparèixer en associació amb una interfície o estàndard de comunicacions. Alguns sistemes poden decidir MTU en el moment de la connexió, per exemple utilitzant Path MTU Discovery.
Les MTU s'apliquen als protocols de comunicacions i a les capes de xarxa. La MTU s'especifica en termes de bytes o octets de la PDU més gran que la capa pot passar. Els paràmetres MTU solen aparèixer en associació amb una interfície de comunicacions (NIC, port sèrie, etc). Els estàndards (Ethernet, per exemple) poden fixar la mida d'una MTU; o sistemes (com ara enllaços en sèrie punt a punt) poden decidir MTU en el moment de la connexió.
L'enllaç de dades subjacent i les capes físiques solen afegir sobrecàrrega a les dades de la capa de xarxa que s'han de transportar, de manera que per a una mida màxima de fotograma determinada d'un mitjà, cal restar la quantitat de sobrecàrrega per calcular la MTU d'aquest mitjà. Per exemple, amb Ethernet, la mida màxima de trama és de 1518 bytes, 18 bytes dels quals són de sobrecàrrega (capçalera i seqüència de verificació de trama), donant lloc a una MTU de 1500 bytes.
| Mitjans per al transport IP  | Unitat de transmissió màxima (bytes)                                         | Notes |
| ---------------------------- | ---------------------------------------------------------------------------- | --- |
| MTU del camí IPv4 d'Internet | Com a mínim 68, màxim de 64 KiB                                              | Els sistemes poden utilitzar Path MTU Discovery per trobar la ruta MTU real. L'encaminament de MTU més gran a MTU més petit provoca la fragmentació de la IP. |
| MTU del camí IPv6 d'Internet | Com a mínim 1280, màxim de 64 KiB, però fins a 4 GiB amb jumbograma opcional | Els sistemes han d'utilitzar Path MTU Discovery per trobar la ruta MTU real. |
| X.25                         | Mínim 576 (enviament) o 1600 (recepció)                                      | |
| Ethernet v2                  | 1500                                                                         | Gairebé totes les implementacions d'IP sobre Ethernet utilitzen el format de trama Ethernet II. |
| Ethernet amb LLC i SNAP      | 1492                                                                         | |
| Frames Ethernet jumbo        | 1501 – 9202 o més                                                            | El límit varia segons el proveïdor. Per a una correcta interoperació, els fotogrames no han de ser més grans que la mida màxima de fotograma admesa per qualsevol dispositiu del segment de xarxa. Els fotogrames jumbo normalment només es veuen en xarxes especials. |
| PPPoE v2                     | 1492                                                                         | Ethernet II MTU (1500) sense capçalera PPPoE (8) |
| DS-Lite sobre PPPoE          | 1452                                                                         | Ethernet II MTU (1500) sense capçalera PPPoE (8) i capçalera IPv6 (40) |
| Frames jumbo PPPoE           | 1493 – 9190 o més                                                            | Ethernet Jumbo Frame MTU (1501 - 9198) menys capçalera PPPoE (8) |
| Wi-Fi IEEE 802.11 (WLAN)     | 2304                                                                         | La mida màxima de MSDU és 2304 abans del xifratge. WEP afegirà 8 bytes, WPA-TKIP 20 bytes i WPA2-CCMP 16 bytes. |
| Token Ring (802.5)           | 4464                                                                         | |
| FDDI                         | 4352                                                                         | |